# Altron Jackson
Frank Altron Jackson (Sarasota, 2 febbraio 1980) è un ex cestista statunitense, professionista nella NBDL, in Ungheria, Germania e Francia.